# Jacques Martin (auteur)
Pour les articles homonymes, voir Jacques Martin et Martin.
Jacques Martin, né le 25 septembre 1921 à Strasbourg et mort le 21 janvier 2010 à Orbe en Suisse, est un auteur de bande dessinée français.
Dessinateur réaliste, il est surtout connu pour sa série d'aventure antique Alix publiée à partir de 1948 et sa série d'espionnage contemporaine Lefranc apparue quatre ans plus tard. Martin a également assisté Hergé sur plusieurs albums de Tintin. Outre ses deux séries principales, il a également créé les séries d'aventure historique Jhen en 1978 avec Jean Pleyers, Arno en 1983 avec André Juillard, Orion en 1990 seul, Keos en 1992 avec Jean Pleyers et Loïs en 2000 avec Olivier Pâques.
Atteint de problèmes de vue au début des années 1990, Martin se concentre sur les scénarios. Au fil des années, il emploie de plus en plus de dessinateurs et de co-scénaristes. À sa mort en 2010, Jacques Martin laisse des centaines d'albums vendus à quinze millions d'exemplaires et traduits en plus de dix langues dont le latin. Après sa mort, Alix, Lefranc, Jhen et Loïs (jusqu'en 2015), continuent à connaître de nouveaux albums, conçus par des repreneurs et continuateurs.

## Biographie

### Débuts (années 1920 à 1940)
Jacques Martin, né le 25 septembre 1921 à Strasbourg, est orphelin de père et plus ou moins abandonné aux pensionnats par sa mère. Après avoir échoué à l'entrée des Beaux-Arts, il suit des études d'ingénieur à l'École catholique d'arts et métiers d'Erquelinnes en Belgique. En 1942, la revue Je maintiendray : journal du XIVe chantier de jeunesse, organe du 14e groupement de jeunesse de Die (Drôme) où Martin doit passer quelques mois, publie sous le nom « Jam » ses premières illustrations et sa première bande dessinée, le comic strip Les Aventures du Jeune Toddy. Pendant la Seconde Guerre mondiale, il travaille comme dessinateur industriel aéronautique au Bureau d'études nationale (BEN) à Cannes, puis part pour le STO aux usines Messerschmitt d'Augsbourg. Après guerre, Martin commence à publier ses premiers dessins. Il se marie à Verviers en Belgique et aura avec sa femme Monique deux enfants : Frédérique et Bruno. À partir de 1946, il travaille pour l'hebdomadaire Bravo ! pour lequel il crée le personnage de Monsieur Barbichou, sous le pseudonyme de Marleb.
Puis, de 1947 à 1948, il conçoit les séries Le Hibou gris et Œil de Perdrix avec Henri Leblicq. Il décide alors de mettre sur pied un journal de bandes dessinées et lance le magazine de jeunesse Jaky. Mais c'est un échec, notamment en raison de la concurrence du magazine Journal de Tintin, pour lequel il décide de postuler en 1948.

### AlixetLefranc(1948-1978)
Au sein du Journal de Tintin, Martin côtoie Hergé, alors directeur artistique de l'hebdomadaire, ainsi qu'Edgar P. Jacobs.
Il crée le personnage d'Alix en 1948, dont les histoires — extrêmement documentées — se déroulent pendant l'antiquité romaine. Le succès étant au rendez-vous, d'autres aventures suivent rapidement : Le Sphinx d'Or (avec l'apparition d'Enak) puis L'Île maudite. Avec Hergé et Jacobs, il représente alors le style de bande dessinée qui sera appelé l'École de Bruxelles, notamment caractérisé par le graphisme « ligne claire ».
Toujours pour le Journal de Tintin, il crée le journaliste Lefranc en 1952. Là encore, le succès est au rendez-vous et il laissera plus tard à d'autres dessinateurs la réalisation des albums, continuant jusqu'en 2004 à en concevoir le scénario, les dialogues et un découpage extrêmement abouti de chaque planche, comme il le fera pour chacune de ses autres séries.
Hergé lui demande parallèlement d'intégrer les Studios Hergé et de l'aider sur des albums des Aventures de Tintin. Leur collaboration dure 19 ans, de 1953 à 1972. Il participe ainsi aux scénarios et décors de L'Affaire Tournesol, Coke en stock, Tintin au Tibet, Les Bijoux de la Castafiore et Vol 714 pour Sydney,.
Il sort alors presque tous les ans un album d’Alix et un album de Lefranc, au risque de scénarios quelquefois un peu légers, sans que le succès de ces albums en soit affecté.
Certains albums d’Alix provoquent quelques polémiques, à propos de sujets tels que l'homosexualité supposée d'Alix et Enak, l'amour d'une femme de 40 ans pour le jeune Alix dans Le Dernier Spartiate ou encore des seins nus dans Les Proies du volcan. Par ailleurs, La Griffe noire et Les Légions perdues, en période de guerre d'Algérie, sont interdits d'exposition en France pour incitation à la haine et à la violence. Jacques Martin explique que c'est Goscinny qui a « sorti de l'ombre » ces deux albums : « Il est allé gueuler dans un ministère, taper sur la table pour débloquer la situation ! Je dois ça à Goscinny ».

### Diversification (1978-1999)

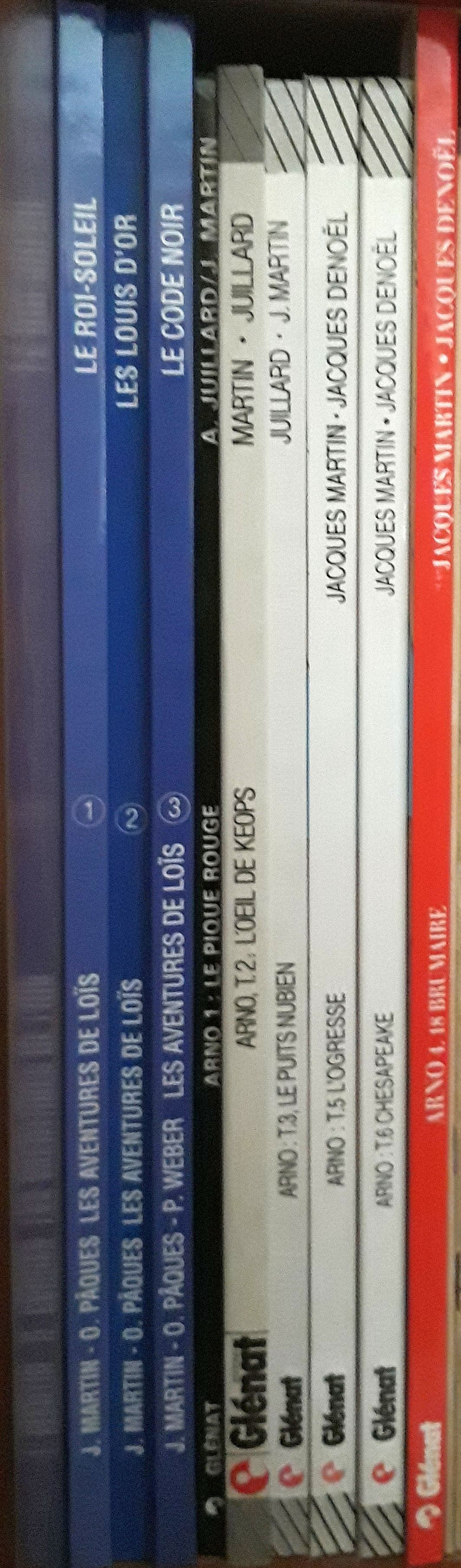
Loïs (partie), et Arno.

Il s'intéresse ensuite, avec différents dessinateurs, à d'autres périodes historiques : en 1978, il lance Jhen (d'abord publié sous le nom de Xan, notamment dans le Journal de Tintin), dont l'action se situe durant la Guerre de Cent Ans. Martin signe les scénarios des 9 premiers albums, publiés entre 1984 et 2000. Le dessin est assuré par Jean Pleyers. La série reprendra en 2008 avec de nouveaux auteurs.
En 1983, il investit l'époque napoléonienne avec Arno. Une première trilogie d'albums est publiée jusqu'en 1987, sur un dessin d'André Juillard. Puis en 1994, Martin relance la série, confiant cette fois le dessin à Jacques Denoël. La série s'interrompt cependant en 1997, au bout du tome 6, alors qu'un nouveau tome est annoncé à la dernière planche.
En 1990, il crée Orion, qui l'amène en Grèce Antique. Il écrit et dessine le premier album, mais c'est Christophe Simon qui assure ceux des tomes 2 et 3, publiés en 1996 et 1998. En 2011, Marc Jailloux signe le scénario et le dessin d'un quatrième tome, avant de se consacrer au dessin de Alix.
Entre 1992 et 1999, Martin est l'auteur de Keos, une série dont l'action se situe en Égypte Antique, composée de trois albums dessinés par Jean Pleyers.
Enfin, en 2000, il explore le XVIIe siècle avec la série Loïs. Cette fois, il n'écrit que les scénarios des deux premiers tomes, avant de confier les rênes à Patrick Weber, qui collabore déjà avec lui sur les scénarios de Alix. Olivier Pâques est le seul dessinateur de cette série, dont le septième et dernier tome a été publié en 2015.
Ainsi, Jacques Martin est le créateur de sept séries différentes de bandes dessinées historiques et d'aventure.
Parallèlement à celles-ci, l'auteur créé la collection des Voyages (d'Alix, de Jhen, de Lefranc et de Loïs), qui sont des ouvrages restituant des cités ou la vie quotidienne à différentes époques, accompagnés de textes explicatifs. Les thèmes abordés sont l'Antiquité (Voyages d'Alix), le Moyen Âge (Voyages de Jhen), le XVIIe siècle (Voyages de Loïs) ou l'histoire de l'aviation (Voyages de Lefranc), qui sont ainsi illustrés et commentés. Plusieurs dessinateurs et auteurs participent à l'élaboration de cette collection sans équivalent à ce jour.
Lors de ses vingt dernières années, Martin ne voit presque plus. Il est atteint à partir de 1991 d'une maladie des yeux, la dégénérescence maculaire, qui le rend presque aveugle. Il est contraint d'abandonner son travail de dessinateur en 1992. Il continue cependant à créer les scénarios et les dialogues et s'appuie sur le travail d'équipe qu'il avait mis en place pour Lefranc. Il confie ainsi le dessin à d'autres dessinateurs ou se fait aider sur les scénarios. Il aura ainsi contribué à former de nombreux dessinateurs et scénaristes dont 
Gilles Chaillet, Christophe Simon, Pierre de Broche, Olivier Pâques ou Rafael Morales.

### Dernières années et héritage (2000-2010)

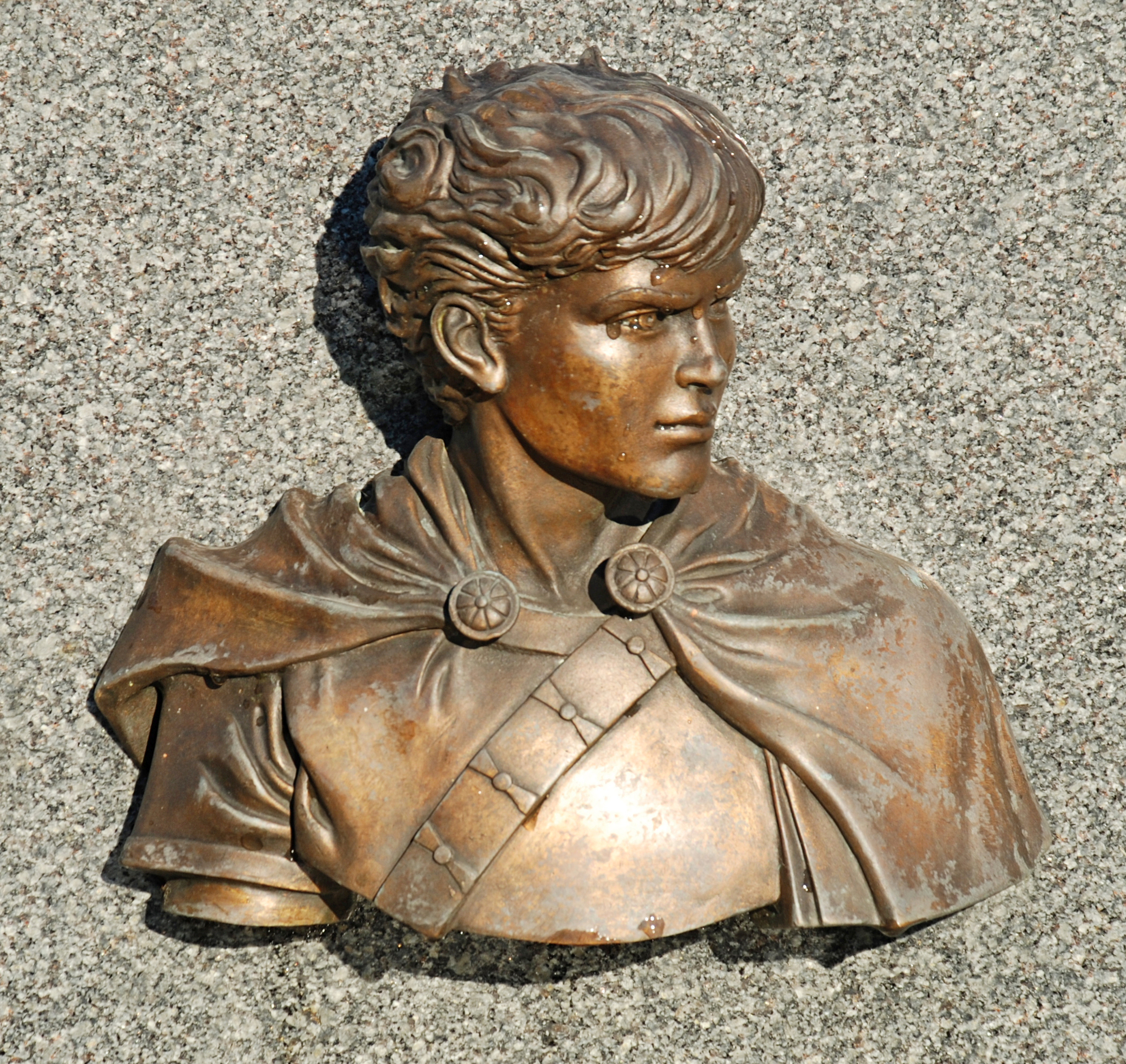
Buste d'Alix sur la tombe de Jacques Martin à Céroux (Ottignies-Louvain-la-Neuve, Belgique).

Le 21 janvier 2010, il meurt chez lui dans son sommeil des suites d'un œdème pulmonaire à l'âge de 88 ans. Il est inhumé au cimetière de l'église Notre-Dame de Bon Secours de Céroux.
Au total, les  120 albums d'aventures de ses différents héros se sont vendus à 20 millions d'exemplaires. Ses albums ont été traduits en quinze langues.
Alix et son univers ont inspiré de nombreux mémoires universitaires (de Lettres classiques ou modernes, d'histoire ancienne, de linguistique, de philologie… – détails dans La Voie d'Alix).
Avec l'accord de ses héritiers et de l'éditeur Casterman, les différents personnages sont repris, et de nouveaux albums continuent de sortir.
L'univers de Jacques Martin a été étendu par deux spin-offs : en 2012, avec Alix Senator par Valérie Mangin et Thierry Démarez ; en 2019, avec la série jeunesse Alix Origines par Marc Bourgne et Laurent Libessart.

## Œuvre

### Bande dessinée
- De 1945 à 1950, diverses œuvres de jeunesses publiées dans des périodiques belges, comme L'Indépendance ou Bravo !, sous le pseudonyme « Marleb ».
- Alix, 18 histoires publiées dans Tintin de 1948 à 1987 et 19 albums édités de 1956 à 1988 par Le Lombard ou Casterman. De 1996 à 2009, Martin a scénarisé cinq albums, puis écrit le synopsis de quatre autres.
- Lefranc, neuf histoires publiées dans Tintin de 1952 à 1982, et seize albums publiés de 1954 à 2004 par Le Lombard ou Casterman. Après 1965 et la troisième histoire, Martin confie le dessin à d'autres auteurs. Il abandonne également le scénario en 2004.
- Jhen (scénario), avec Jean Pleyers (dessin), deux histoires publiées dans Tintin de 1978 à 1980 sous le titre Xan et neuf albums publiés de 1984 à 2000.
- Arno (scénario), avec André Juillard (dessin, 1983-1987) puis Jacques Denoël (1994-1997), six histoires publiées pour les trois premières en revues de 1983 à 1987 et pour toutes de 1984 à 1997 en album chez Glénat.
- Orion, avec Christophe Simon (dessin à partir de la planche 3 du deuxième volume), quatre tomes, divers éditeurs, 1990-2011 (Christophe Simon continua tout seul car Jacques Martin est décédé en 2010).
- Keos (scénario), avec Jean Pleyers (dessin), 3 tomes, divers éditeurs, 1992-1999.
- Loïs (scénario), avec Olivier Pâques (dessin), 4 tomes, Casterman, 2003-2009. Patrick Weber a repris le scénario de la série en 2007.

### Tirage de luxe
- Lefranc : Cuba Libre, éditions Caurette, 2022  (ISBN 9782382890370). Album en version luxe de 96 pages, imprimé à 350 exemplaires.
- Alix : Le dernier spartiate, éditions Caurette, 2024  (ISBN 978-2-38289-108-7). Album en version luxe de 96 pages, imprimé à 499 exemplaires.

### Ouvrages pédagogiques
- Chromos Hergé 'Voir et Savoir' de 1953 à 1955, repris en livres par Casterman, puis Septimus, en 1954-55, puis 1981 (vignettes dessinées par ses soins, Tintin et Milou l'étant par Hergé lui-même) - 6 Tomes (marine, aérostation, aviation, et automobile).

Hormis Les Voyages d'Orion, ces ouvrages sont publiés par Casterman.
- Les Voyages d'Orion, 1990-1995. Contrairement à la série Orion, il ne s'agit pas ici de bande dessinée mais d'ouvrages pédagogiques consacrés à Rome, la Grèce et l'Égypte antiques. Jacques Martin a inventé le concept de cette série et en a écrit chaque introduction, mais les textes et dessins qui les accompagnent sont l'œuvre d'auteurs différents.
- Les Voyages d'Alix, 31 volumes, 1996-2010. Les cinq volumes des Voyages d'Orion sont repris dans les six premiers de cette série. Devant son succès, l'idée a été systématisée pour couvrir tous les aspects de l'Antiquité.
- Les Voyages de Lefranc, 3 volumes, 2004-2007. Ces volumes sont consacrés à l'histoire de l'aviation.
- Les Voyages de Jhen, 9 volumes, 2005-2009. Cette série est consacrée à l'histoire du Moyen Âge.
- Les Voyages de Loïs, 2 volumes, 2006-2010. Cette série est consacrée à l'histoire du XVIIe siècle.
- Jacques Martin présente…, 4 volumes, 2007-2010. Cette série est consacrée à l'épopée napoléonienne.

### Œuvres sur Jacques Martin
- Les Héros de papier ne meurent jamais, film documentaire de 52 minutes écrit et réalisé par Xavier Truti et Jean-Michel Dury, produit par Ère Productions, France 3 Lorraine Champagne-Ardenne, Mosaïk, Casterman, pour France Télévisions (2008)[15].

## Récompenses
- 1978 :  Prix de la meilleure œuvre réaliste française au Festival d'Angoulême pour Le Spectre de Carthage (Alix, t. 13)[16]
- 1979 :  Prix Saint-Michel du meilleur scénario réaliste pour l'ensemble de son œuvre
- 1989 :  BD d'Or 1er salon européen de la BD de Grenoble pour Le Cheval de Troie (Alix, t. 19)
- 2003 :  Grand Prix Saint-Michel, pour l'ensemble de son œuvre
- 2005 :  Commandeur de l'ordre des Arts et des Lettres
- 2008 :  Crayon d'or[17] au 22e festival de bande dessinée de Middelkerke.

### Filmographie
- Jacques Martin raconte… entretiens réalisés par Jean-Baptiste Gallot et Jérôme Ladousse (2002). Didier Pasamonik, « Jacques Martin : Hergé était un homme rusé et madré », sur actuabd.com, 31 octobre 2018.
- Xavier Truti et Jean-Michel Dury, Les héros de papier ne meurent jamais, Ère Productions, 2009. Film de 54 minutes consacré à la vie et à la carrière de Jacques Martin.